# Beiwei Xianwendi
Beiwei Xianwendi (454-476), zijn persoonlijke naam was  Tuoba Hong , was keizer  van de Noordelijke Wei-dynastie en regeerde van 465 tot 471.

## Levensloop
Tuoba Jun was pas elf jaar oud toen zijn vader Beiwei Wenchengdi stierf. Yifu Hun, een hoge ambtenaar, nam de touwtjes in handen, maar een jaar later werd hij uit de weggeruimd door Keizerin Feng, de stiefmoeder van Xianwendi. Op dertienjarige leeftijd was Xianwendi reeds vader. Hij hield van studeren, zoals Taoïsme en Boeddhisme. Op zeventienjarige leeftijd trad hij af en zijn vierjarige zoon Beiwei Xiaowendi werd de nieuwe keizer. De werkelijke macht was in handen van Keizerin Feng.
In 470 had Xianwendi de minnaar Li Yi van zijn stiefmoeder laten executeren en in 476 vergiftigde zij Xianwendi. Tot aan haar dood in 490 regeerde zij het land.